# Стам, Георг
Георг Стам, Йорис Стам (нидерл. George Stam, Joris Stam; 2 июля 1905, Роттердам — 27 апреля 1995, там же) — нидерландский органист и композитор.
Учился в Амстердамской консерватории у Корнелиса де Вольфа (орган) и Сема Дресдена (композиция). В 1931—1949 гг. органист Большой церкви (нидерл. Grote Kerk) в Леувардене, в 1945—1947 гг. одновременно возглавлял городской любительский оркестр. В 1949—1953 гг. директор Утрехтской, в 1953—1956 гг. Амстердамской, в 1956—1958 гг. Роттердамской консерваторий.
Стаму принадлежит ряд композиций для органа, из которых наиболее значительны "Пассакалья и фуга" (1931) и более поздние хоралы.